# Ледоколы класса Wind
Ледоколы класса «Wind» — линейка дизель-электрических ледоколов, состоявших на вооружении ВМС США, Береговой охраны США, Королевского канадского флота, Канадской береговой охраны и ВМФ СССР с 1944 года до конца 1970-х годов. 

## История
Конструкция оказалась удачной: все корабли серии, за исключением Eastwind, прослужили не менее тридцати лет, а Northwind непрерывно служил в составе береговой охраны США в течение более сорока лет.  Береговая охрана США  использовала суда для прибрежного патрулирования у берегов Гренландии во время Второй мировой войны. Три судна этого класса, Westwind, Southwind и первый Northwind были переданы СССР по программе Ленд-лиза. Два других были построены для ВМС США, еще одно —  для Королевского канадского флота. В конечном итоге все восемь судов  были переданы Береговой охране США и Канадской береговой охране.

## Общая характеристика
(по состоянию на время Второй мировой войны)
- Компания: Western Pipe and Steel Company[англ.] (WPS), Сан-Педро, Калифорния
- Силовая установка: шесть дизельных двигателей Fairbanks Morse мощностью 2000 л. с. каждый, приводящих в действие 3 электродвигателя. Два винта на корме, один в носу (носовой винт был съемным и редко использовался для движения; он в основном создавал волну для расчистки битого льда)[3].
- Длина: 82 м
- Ширина: 19,4 м
- Водоизмещение:  6,515 тонн
- Скорость: 18 узлов
- Самолеты: 1 гидросамолет Grumman JF Duck[англ.]
- Стоимость: около 10 миллионов долларов США за единицу
- Срок службы: приблизительно 20 лет.
- Экипаж: 21 офицер, 295 рядовых (в военное время )
- Вооружение: Четыре 5-дюймовых/38 (127 мм) орудия двойного назначения (2 двухорудийные башни). Двенадцать 40 -мм зенитных автоматов (3 четырехорудийные установки). Шесть 20 мм/80 зенитных пушек;  две установки для глубинных бомб; одна пусковая установка Hedgehog; пулеметы M2 Browning. После войны вооружение постепенно снималось, и к 1970 году остались только пулеметы M60 и M2 Browning, а также стрелковое оружие для правоохранительных целей[3].